# 棕背杜鹃
棕背杜鹃（学名：Rhododendron alutaceum）为杜鹃花科杜鹃花属下的一个变种。

## 扩展阅读
維基物種上的相關：棕背杜鹃